# Orthonevra pulchella
Orthonevra pulchella är en tvåvingeart som först beskrevs av Samuel Wendell Williston  1887.  Orthonevra pulchella ingår i släktet glansblomflugor, och familjen blomflugor. Inga underarter finns listade i Catalogue of Life.